# The Secrets of the Black Arts
Albums de Dark Funeral
Dark Funeral
(1994) Vobiscum Satanas
(1998)
The Secrets of the Black Arts est le premier album studio du groupe de black metal suédois Dark Funeral, sorti deux ans après leur EP portant le nom du groupe. L'album est sorti le 28 janvier 1996 sur le label No Fashion Records.
Il s'agit de l'unique album studio de Dark Funeral enregistré avec le chanteur/bassiste Themgoroth.
L'album a été ré-édité en 2007 avec un CD bonus qui est l'enregistrement d'origine de l'album. En effet, la liste des titres avait été modifiée peu avant la sortie de l'album.
À l'origine, l'album devait être produit par Dan Swanö aux Unisound Studios. Il n'en a pas été ainsi car, selon le guitariste Blackmoon, le producteur "manquait sévèrement de professionnalisme".

## Titres
1. The Dark Age Has Arrived 00:16
2. The Secrets Of The Black Arts 03:42
3. My Dark Desires 03:47
4. The Dawn No More Rises 04:00
5. When Angels Forever Die 04:07
6. The Fire Eternal 03:55
7. Satan's Mayhem 04:54
8. Shadows Over Transylvania 03:41
9. Bloodfrozen 04:21
10. Satanic Blood (reprise de VON) 02:11
11. Dark Are The Paths To Eternity (A Summoning Nocturnal) 05:59

## Musiciens
- Lord Ahriman - Guitares
- Blackmoon - Guitares
- Themgoroth - Basse/Vocaux
- Equimanthorn - Batterie.